# Amphicnemis billitonis
Amphicnemis billitonis là một loài chuồn chuồn kim trong họ Coenagrionidae.
Amphicnemis billitonis được Lieftinck miêu tả khoa học năm 1940.